# 傷彦
傷彦（きずひこ）は、日本の音楽家、タロット占い師。ロックバンドザ・キャプテンズリーダー。所属事務所はBBE（BIG BOOKING ENTERTAINMENT）。山形県村山市出身。東北大学文学部卒業。愛称「薔薇王子」「傷様」。

## 概要
2005年にメジャー・デビューしたロックバンド、ザ・キャプテンズとしての活動が著名であり、バンドのリーダー、メインコンポーザーも務めている。ザ・キャプテンズのほかにもザ・ショウワーズ、三つ巴珍道中、戦国★コンプレックスなどへの参加がある。ソロとしても2019年に3作の配信シングル『どんでん返しはビッグチャンス』、『GOAL』、『ドン・キホーテ』を発表したほか、2021年には1stアルバム『傷バラ～傷彦のバラードアルバム～』を、また2022年には2ndアルバム『傷ダン〜傷彦のダンスアルバム』を発表した。他のアーティストのプロデュースも行っており、これまでにDroog、J-TRASH、テッド・マングローブなどの作品を手がけている。

## 経歴

### 生い立ち
山形県村山市にて父母とも教師という家庭の3人兄弟の次男として生まれる。高校入学後、同級生に誘われBOØWYのコピーバンドのボーカリストを担当。学校の文化祭などで演奏した。

### ソロ活動
ソロ名義で以下の音楽活動を行っている。また、舞台俳優としての経験もある。

#### ソロ名義リリース（配信シングル）
|     | 発売日         | タイトル                      | 備考                                                     |
| --- | -------------- | ----------------------------- | -------------------------------------------------------- |
| 1st | 2019年4月18日  | どんでん返しはビッグチャンス! | VERY JAPANESE RECORDS ゲストギタリスト：いまみちともたか |
| 2nd | 2019年7月25日  | GOAL                          | VERY JAPANESE RECORDS ゲストギタリスト：森純太           |
| 3rd | 2019年10月30日 | ドン・キホーテ                | VERY JAPANESE RECORDS ゲストギタリスト：杉本恭一         |

#### ソロ名義リリース（アルバム）
|     | 発売日         | タイトル                         | 規格品番  | 収録曲 | 備考 |
| --- | -------------- | -------------------------------- | --------- | --- | --- |
| 1st | 2021年03月15日 | 傷バラ～傷彦のバラードアルバム～ | VRJR-1003 | 1. アフター・ジ・オペレーション 2. Us 3. 辻馬車のワルツ 4. 甘やかな関係 5. 愛のカメリア 6. アポストロフィS 7. おやつのじかん 8. トランスファー                                                     | VERY JAPANESE RECORDS ゲストミュージシャン： テッド（ザ・キャプテンズ） ホーリー（ナショヲナル、らいむらいと） おおくぼけい（アーバンギャルド）                                      |
| 2nd | 2022年09月01日 | 傷ダン～傷彦のダンスアルバム～   | VRJR-1004 | 1. 段違い平行棒♡LOVE 2. 相思相愛〜so see,saw eye〜 3. 社長令嬢 4. ワルプルギスの夜 5. はつ恋 6. おとうさん 7. マイフェイバリットヌードル 8. カップリングソング 9. 傷ちゃん音頭（ボーナストラック） | VERY JAPANESE RECORDS ゲストミュージシャン： ホーリー（ナショヲナル、らいむらいと、Sバ） テッド（ザ・キャプテンズ） 豊か 神田雄一朗（鶴） アキラ（ザ・サーキットキャバレーズ、A55Q） |

#### 歌詞提供
- DREAMER'S NOVA（獣装機攻ダンクーガノヴァ キャラソン）
- brand-new stardust（海賊王×[TEST]×初音ミク）
- 未来戦線異常アリ（獣装機攻ダンクーガノヴァ キャラソン）

#### 楽曲提供
- 恋愛のスピード（NMB48（NMBセブン））【※共作】

### タロット占い師としての活動
自称「インディーズバンド界イチのタロット占い師」。占い歴は約15年（2020年現在）。独学ながら的中率が高く、リピーターも多い。これまで占った人数は延べ10,000人以上。占ったあとに運気の上がるおまじないとして「あなたの人生、薔薇色に染まれッッ」と叫んで颯爽と去って行くのが特徴。

#### メディア出演・掲載
- テレビ番組「ケンコバ、小籔のだめわるっ」　ケンドーコバヤシとNON STYLEを占った。
- 山形タウン誌「ZERO☆23」連載　〜12星座運勢ランキング〜
- DUKE公式サイト連載　〜血液型別ランキング〜
- FM群馬「バラ色☆王国」（毎週木曜15:30〜15:55）※タロットによる、ラジオの聴き方占い。
- 宮城ケーブルTV「BFTV」レギュラー占いコーナー
- 2013年、ニコニコ超会議に出演。

## 評価
1stアルバム『傷バラ～傷彦のバラードアルバム～』は『Player』誌のディスクレビューにて「抜群の歌声」と評された。